# نزف الطائر الصغير (رواية)
نزف الطائر الصغير، رواية صدرت في 2020 عن دار منشورات ضفاف، للكاتب قاسم توفيق، روائي ومؤرخ أردني وُلد في عمان في 1954. حازت الرواية على جائزة كتارا للرواية العربية عن فئة الروايات المنشورة 2018.

## ملخص الرواية
"نزف الطائر الصغير" تروي قصة رجل يدعى "عمر"، يعيش حياة مرفهة ومستقرة في عمان، حتى يتعرض لعملية سطو مسلح تقلب حياته رأساً على عقب. يفقد "عمر" سيارته وماله وهويته، ويصاب بجرح في صدره ينزف دماً وألماً. يبدأ "عمر" رحلة بحث عن نفسه وعن معنى الحياة، يمر فيها بمواقف ومغامرات مختلفة، تجعله يواجه العالم بعين جديدة.
تتناول الرواية مواضيع مهمة وحساسة، مثل البحث عن الذات، التطرف، العدالة الاجتماعية، الحب والخيانة، الحرب والسلام، الحرية والقيود. تجمع الرواية بين الواقع والخيال، وتسلط الضوء على التحركات الاحتجاجية التي ظهرت في الأردن في السنوات الأخيرة. تتميز الرواية بسردها الجذاب ووصفها الدقيق للزمان والمكان، وتستخدم اللغة واللهجة الأردنية بطريقة فنية ومبدعة.

## جوائز
توجت الرواية بجائزة كتارا للرواية العربية في فئة "الروايات المنشورة" 2018.